# 利茲·羅斯
伊莉莎白·瓦格納（英語：Elisabeth Wagner，1960年12月22日—），以藝名利茲·羅斯（Liz Rose）較為人知，是一名美國鄉村音樂詞曲作家。她以與美國創作歌手泰勒絲的合作知名，她與泰勒絲共同創作超過20首的歌曲，包括入圍年度歌曲的《天生一對》、獲得最佳鄉村歌曲的《白馬王子》、《淚灑吉他》、《回憶太清晰》等。